# Schuldbemiddeling
Schuldbemiddeling is een dienstverlening met het oog op het tot stand brengen van een regeling omtrent de wijze van betaling van de schuldenlast die geheel of ten dele uit een kredietovereenkomst voortvloeit.

## Schuldbemiddeling in Vlaanderen
Mensen met schulden in Vlaanderen kunnen terecht bij een instelling voor schuldbemiddeling. Die dienst is ondergebracht bij het OCMW en/of bij een CAW. Er zijn in Vlaanderen 306 OCMW's, 5 OCMW-verenigingen en 11 CAW's (Centrum voor Algemeen Welzijnswerk) erkend om aan schuldbemiddeling te doen.
In 2013 ontvingen 65.894 Vlaamse gezinnen ondersteuning bij het beheer van hun budget en/of bij de afbetaling van hun schulden. De geboden hulpverlening door de erkende instellingen voor schuldbemiddeling gebeurt onder de vorm van budgetbegeleiding, budgetbeheer, schuldbemiddeling en/of collectieve schuldenregeling.

### Instelling voor schuldbemiddeling
De schuldbemiddeling kreeg in Vlaanderen een wettelijke basis met het Decreet van 24 juli 1996. Een OCMW of een Centrum voor Algemeen Welzijnswerk wordt initieel voor drie jaar erkend (nadien voor onbepaalde duur) als instelling schuldbemiddeling. Ze zijn verplicht een maatschappelijk werker en een jurist die ter zake deskundig zijn in dienst te hebben. De Wet op collectieve schuldenregeling van 1998 droeg bij tot de bestrijding van de schuldenoverlast. 

### Vlaams Centrum Schuldenlast
Het Vlaams Centrum Schuldenlast (afgekort: VCS), voorheen Vlaams Centrum Schuldbemiddeling genaamd, is het door de Vlaamse overheid gesubsidieerde steunpunt en expertisecentrum inzake de schuldenthematiek in Vlaanderen. Het VCS wil de kwaliteit van de dienstverlening die verleend wordt door budget- en schuldhulpverleners stimuleren en verhogen, zowel op methodisch vlak als op juridisch vlak.
Het VCS geeft echter geen ondersteuning aan particulieren. Particulieren kunnen wel altijd terecht bij een erkende instelling voor schuldbemiddeling.
Het VCS verzorgt ook de opleiding tot erkende schuldbemiddelaar voor OCMW's en CAW's.

### Schuldbemiddelaar
De maatschappelijk werker die binnen het OCMW of CAW de schuldbemiddeling uitvoert heeft een gespecialiseerde opleiding gevolgd van minstens 60 uur of een relevante beroepservaring van minstens drie jaar. De jurist moet eveneens aan deze voorwaarden voldoen of advocaat zijn.
De schuldbemiddelaar zal ruimte scheppen waarin een oplossing mogelijk wordt gemaakt door te zoeken naar een meerwaarde voor alle partijen. Hij zal een onderhandelaar zijn die op verzoek van de debiteur optreedt, waardoor hij het vertrouwen van de andere partij zal moeten zien te winnen. Hiervoor gebruikt hij modellen, methodieken en werkwijzen die het professioneel handelen van de schuldbemiddelaar bepalen, verbeteren en bewaken.
De schuldbemiddelaar moet inzicht hebben in het geschil op technisch-juridisch vlak, de verwachtingen van beide partijen kennen, de psychologie van de partijen kennen en ten gunste van beiden kunnen beïnvloeden, de onderhandelingstechnieken en zijn positie als bemiddelaar. Daarvoor is een evenwicht in afstand & nabijheid tegenover de problemen nodig, oog voor het gemeenschappelijk belang van beide partijen, als verbindingsfiguur functioneren tussen de partijen, het referentiekader van de partijen kennen, het eens worden met de partijen en ervoor zorgen dat het akkoord een overeenkomst is dat beide partijen kunnen ondertekenen.

### Soorten schuldbemiddeling

#### Budgetbegeleiding
De hulpverlener laat de beslissingsbevoegdheid inzake het beheer van de inkomsten aan de cliënt, maar verleent in dit verband wel advies. Een erkenning is hier niet noodzakelijk als er niet tegelijkertijd aan "schuldbemiddeling" gedaan wordt.

#### Budgetbeheer
De hulpverlener zal een deel of het geheel van het geldbeheer op zich nemen, en voor de cliënt een leefgeld voor zijn dagelijkse kosten voorzien. De hulpverlener staat met de andere middelen in voor de betaling van sommige uitgaven (bv. huur, elektriciteitsfactuur,...). Als er achterstallige schulden zijn, zal de hulpverlener ook "schuldbemiddeling" bieden maar dan is een erkenning vereist.

#### Schuldbemiddeling
Zodra met schuldeisers bemiddeld wordt in een dossier waar minstens één consumentenkrediet tussen zit (achterstallige betalingen op een persoonlijke lening, onbetaalde facturen van aankopen op afbetaling ...) mag schuldbemiddeling enkel gebeuren door een erkende instelling voor schuldbemiddeling of door een advocaat/gerechtsdeurwaarder/notaris.

#### Collectieve schuldenregeling
De Wet Collectieve Schuldenregeling laat de schuldbemiddelaar toe de inkomsten en uitgaven van de cliënt te beheren en betalingsovereenkomsten minnelijk of gerechtelijk te regelen. Deze gerechtelijke procedure is bedoeld voor personen die met structurele schuldenproblemen te kampen hebben. Er zal vaak een kwijtschelding van een deel van de schulden plaatsvinden, maar de schuldenaar moet in ruil hiervoor gedurende heel wat jaren inspanningen leveren om zoveel mogelijk van deze schulden af te betalen.